# Wangen bei Olten
Wangen bei Olten es una comuna suiza situada en el cantón de Soleura. Tiene una población estimada, a fines de 2021, de 5350 habitantes.
Está ubicada en el distrito de Olten.

## Transporte
Cuenta con una estación ferroviaria en la que efectúan parada trenes regionales.